# Římskokatolická farnost Velké Karlovice
Římskokatolická farnost Velké Karlovice je územní společenství římských katolíků s farním kostelem Panny Marie Sněžné v děkanátu Vsetín. 

## Historie farnosti
První mše svatá se v novém chrámu konala 15. srpna 1754, 21. srpna téhož roku byl kostel slavnostně požehnán meziříčským děkanem. Toho dne se také slavila první pouť, a to až do roku 1811. Poté byla přeložena na neděli po 5. srpnu, což platí dodnes.
V roce 1755 zde byl jmenován kaplan, podřízený farnosti v Rožnově, od roku 1784 byl samostatný. Od roku 1843 měla již obec svého faráře.

## Duchovní správci
Administrátorem byl od července 2011 P. Rastislav Kršák SVD. Od července 2017 ho vystřídal R. D. František Kantár.

## Bohoslužby
| Kostel             | Místo           | Bohoslužba (den)                           | Hodina            | Poznámka     |
| ------------------ | --------------- | ------------------------------------------ | ----------------- | ------------ |
| Panny Marie Sněžné | Velké Karlovice | neděle pondělí středa čtvrtek pátek sobota | 8.30, 10.30 18.00 | farní kostel |

## Aktivity ve farnosti
Farnost se zapojila do projektu Otevřené brány, který s průvodcovskou službou zpřístupnil 28 kostelů ve Zlínském kraji. Během roku 2016 tak do farního kostela zavítalo více než 19 tisíc návštěvníků, kteří se mj. stávají svědky stavebních a řemeslných prací při opravách kostela. Děkovnou bohoslužbu na závěr oprav sloužil 25. února 2017 biskup Josef Hrdlička.